# Förgöring
Förgöring är när någon avsiktligt sprider gift, sjukdom eller skadedjur med avsikt att skada djur eller växter. I äldre tid innefattade begreppet även illasinnade övernaturliga handlingar. Maxstraffet är fängelse i högst två år.

## Förgöring i svensk lag
Förgöring är ett allmänfarligt brott enligt svensk lag. I 13 kap 8 § brottsbalken föreskrivs:
Framkallar någon allmän fara för djur eller växter medelst gift eller genom att överföra eller sprida elakartad sjukdom eller genom att sprida skadedjur eller ogräs eller på annat dylikt sätt, dömes för förgöring till böter eller fängelse i högst två år.
Är brottet grovt, skall dömas till fängelse, lägst sex månader och högst sex år. Vid bedömande huruvida brottet är grovt skall särskilt beaktas, om det skett med uppsåt att skada eller om egendom av betydande värde utsatts för fara.

## Förgöring i folktro
Förgöring beskrivs i Svenskt folklivslexikon (1975) som en magisk handling som kunde orsaka människa eller djur skada till kropp eller sinne. Stundom kunde även växter och andra föremål förgöras. Vanligen var det de kloka eller trollkunniga förbehållet att kunna skada genom förgöring, men vissa andra personer, såsom sådana med ont öga, ond tunga eller otuktigt leverne, horor, hade egenskapen att, utan att vilja det, vålla förgöring. 
En idéhistorisk bakgrund till häxjakten i Europa var "diaboliseringen" av maleficium (förgöring), det vill säga att inslag i folkreligionen omtolkades för att korrespondera med demonologi som härstammade från klerikal miljö.